# 요코스카추오역
요코스카추오역(일본어: 横須賀中央駅, よこすかちゅうおうえき)(영어: Yokosuka-chūō Station)은 일본 가나가와현 요코스카시 와카마쓰초 2초메에 있는 게이힌 급행 전철의 철도역이다. 게이큐의 관계자나 현지 주민들 사이에서는,
"중앙(추오)"이라고 불리고 있다. 역번호는 KK59이다.

## 역 구조
성토 위에 있어, 상대식 승강장 2면 2선을 가진다. 개찰구는 보행자 데크에 접한 동쪽 출입구와 요코스카 모아즈시티에 인접하여 지상부의 서쪽 출입구에 2곳이 있고, 역의 동쪽 가까이에 백화점이 위치하고 있다.
승강장은 터널과 가까운 커브상에 입지하기 때문에 열차와 간격이 넓은 곳이 있다. 그 때문에 하행 승강장에는 입초 역무원이 배치되어 있다. 그러나 상행 승강장에는 입초 역무원이 거의 배치되지 않기 때문에, 필요에 따라서 하행 승강장에 있는 입초 역무원이 상행 열차의 안내를 실시한다.
각 승강장과 중앙광장 사이를 연결하는 엘리베이터, 에스컬레이터가 설치되어 있다.
당역은 게이큐 개업 110주년과 하네다 공항역 개업 10주년을 기념한 "게이큐 역 멜로디" 공모 대상역에서, 요코스카를 테마로 한 야마구치 모모에의 악곡 "요코스카 스토리"가 채용되어 2008년 12월 18일에 사용 개시했다.

### 타는 곳
| 1 | 본선 | 우라가 방면 구리하마 선 게이큐 구리하마·미사키구치 방면                                                                                    |
| 2 | 본선 | 가미오오카·요코하마·시나가와 방면 ○ 도쿄 도 교통국 아사쿠사 선 니혼바시·아사쿠사·오시아게 방면 게이세이 전철 아오토·게이세이 다카사고 방면 |

## 역세권 정보
요코스카시는 원래 미우라반도지역의 상업, 행정 등의 중심지이다. 역 주변을 나타내는 지역명으로서 "추오" 혹은 "요코스카추오"라고 하는 호칭이 주로 사용된다.
역의 북동측은 매립지를 중심으로 한 평지에서 상업지가 분포되고, 남서측은 높은 지대이며 미사키가도 주변에 낡은 상가가 있는 것 외 주택지나 공원이 조성되고 있다.
- 동일본 여객철도 요코스카 선 요코스카역 - 도보 20분 거리
- 국도 16호선
- 가나가와 현도 제26호선
- 요코스카 항
- 요코스카 시청
- 가나가와 현 요코스카 합동 청사
- 요코스카 경찰서
- 요코스카 시 소방국
- 가나가와 치과대학
- 쇼난 단기대학
- 요코스카학원 소·중·고등학교
- 쇼난학원 고등학교
- 요코스카 시립 도키와 중학교
- 요코스카 시립 중앙 도서관
- 요코스카 공제병원
- 성요셉 병원
- 미카사 공원
- 요코스카추오 공원
- 시청앞 공원
- 미카사 빌딩 상점가
- 혼마치도리
- 센니치도리
- 와카마쓰도리
- 미카힌 환락가
- 요코하마 모아즈시티
- 요코스카 프라임
- 호텔하버 요코스카
- 요코스카 우체국
- 주일 미군 요코스카 기지
- 요코스카 FM방송

## 버스
동쪽 출구에 버스 승강장이있다. 요코스카시 서부 (요코스카 시민 병원 행) 및 기누가사역 방면 버스가 많이 출발한다.

## 역사
- 1930년 4월 1일: 쇼난 전기 철도의 역 개업.
- 1941년 11월 1일: 쇼난 전기 철도와 게이힌 전기 철도가 합병, 게이힌 전기 철도의 역이 된다.
- 1942년 5월 1일: 게이힌 전기 철도가 도쿄 요코하마 전철에 합병. 도쿄 급행 전철(다이토큐)의 역이 된다.
- 1948년 6월 1일: 게이힌 급행 전철이 발족, 게이힌 급행 전철의 역이 된다.

## 사진

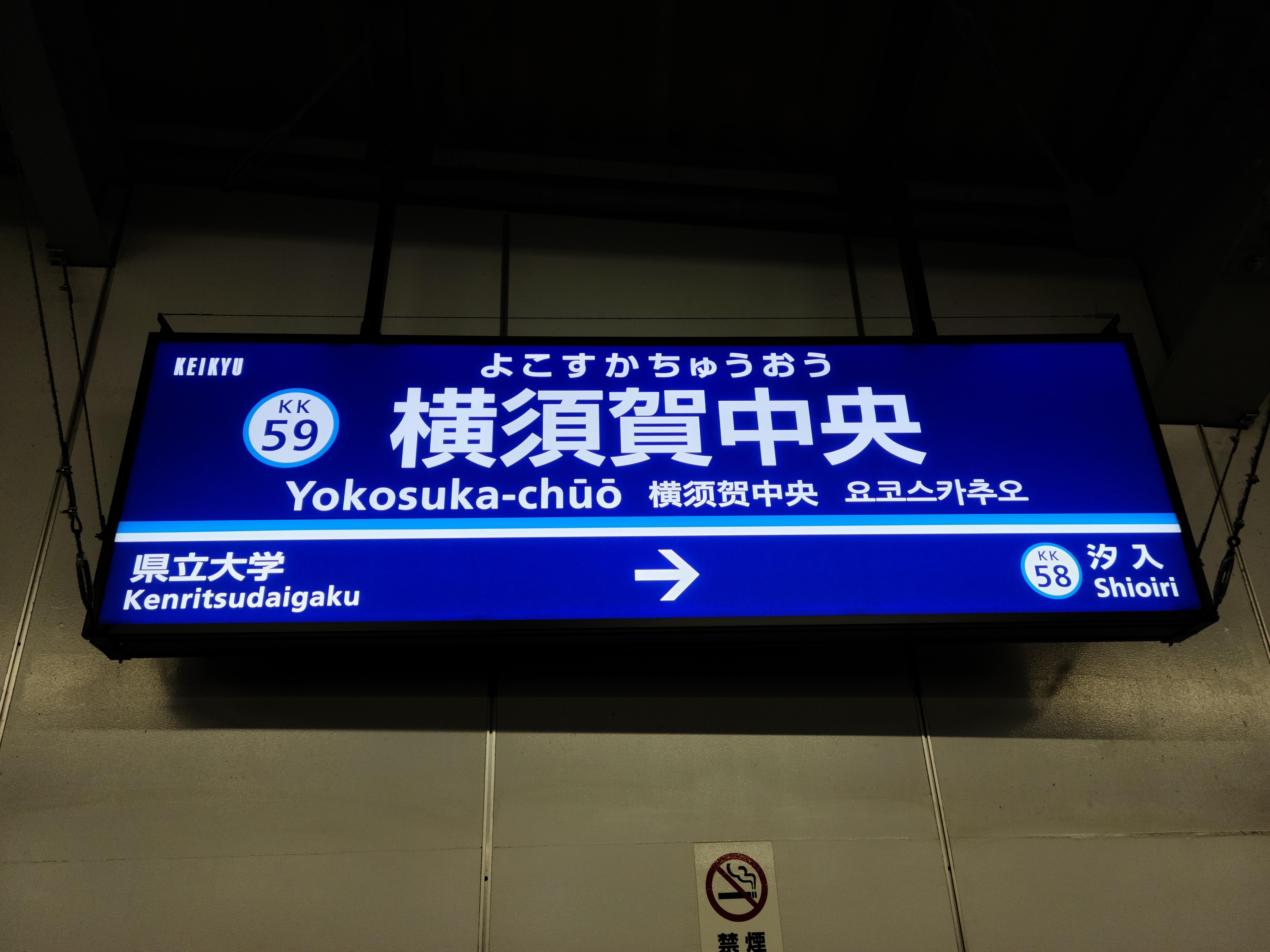
역명판
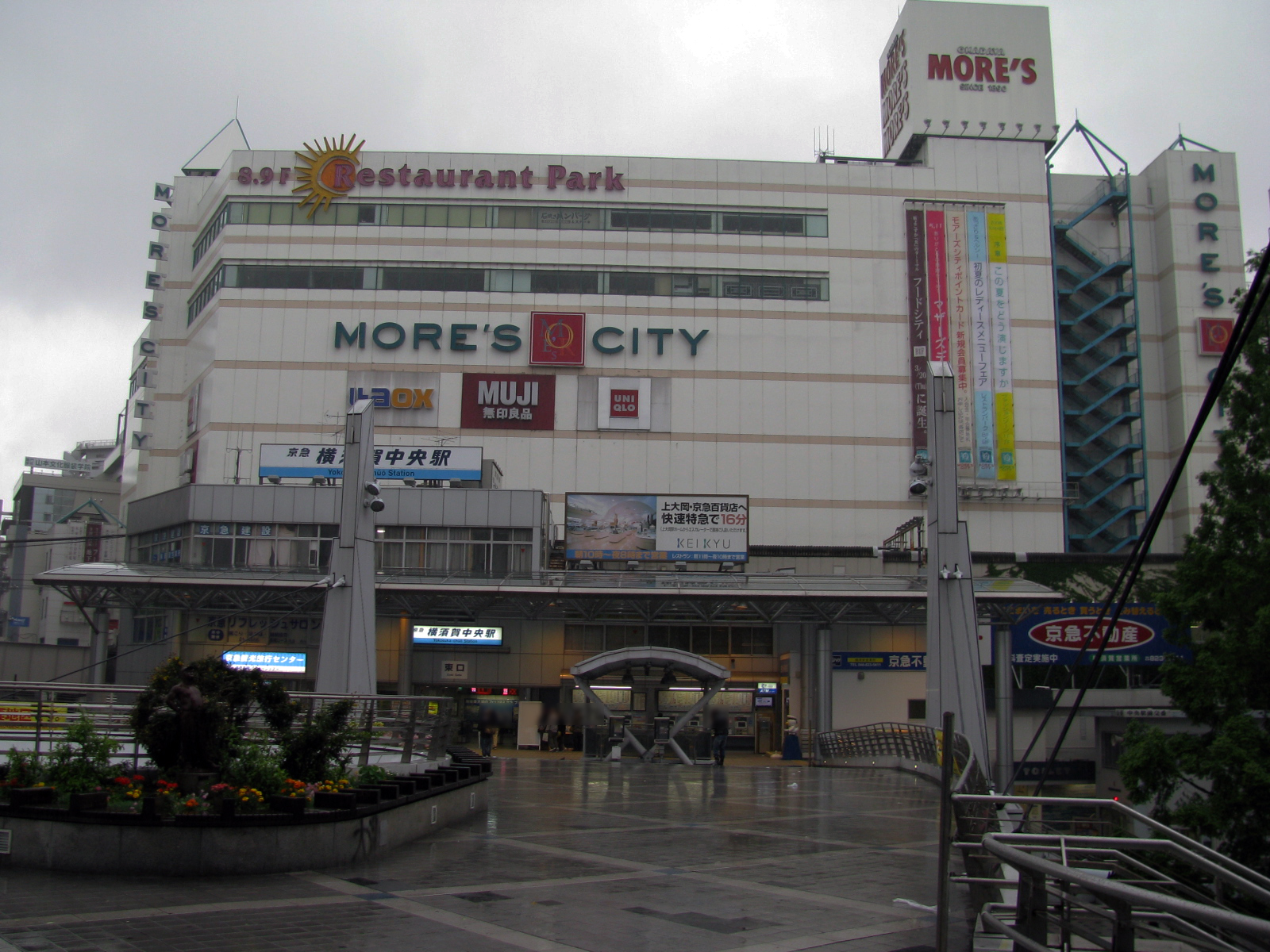
역사
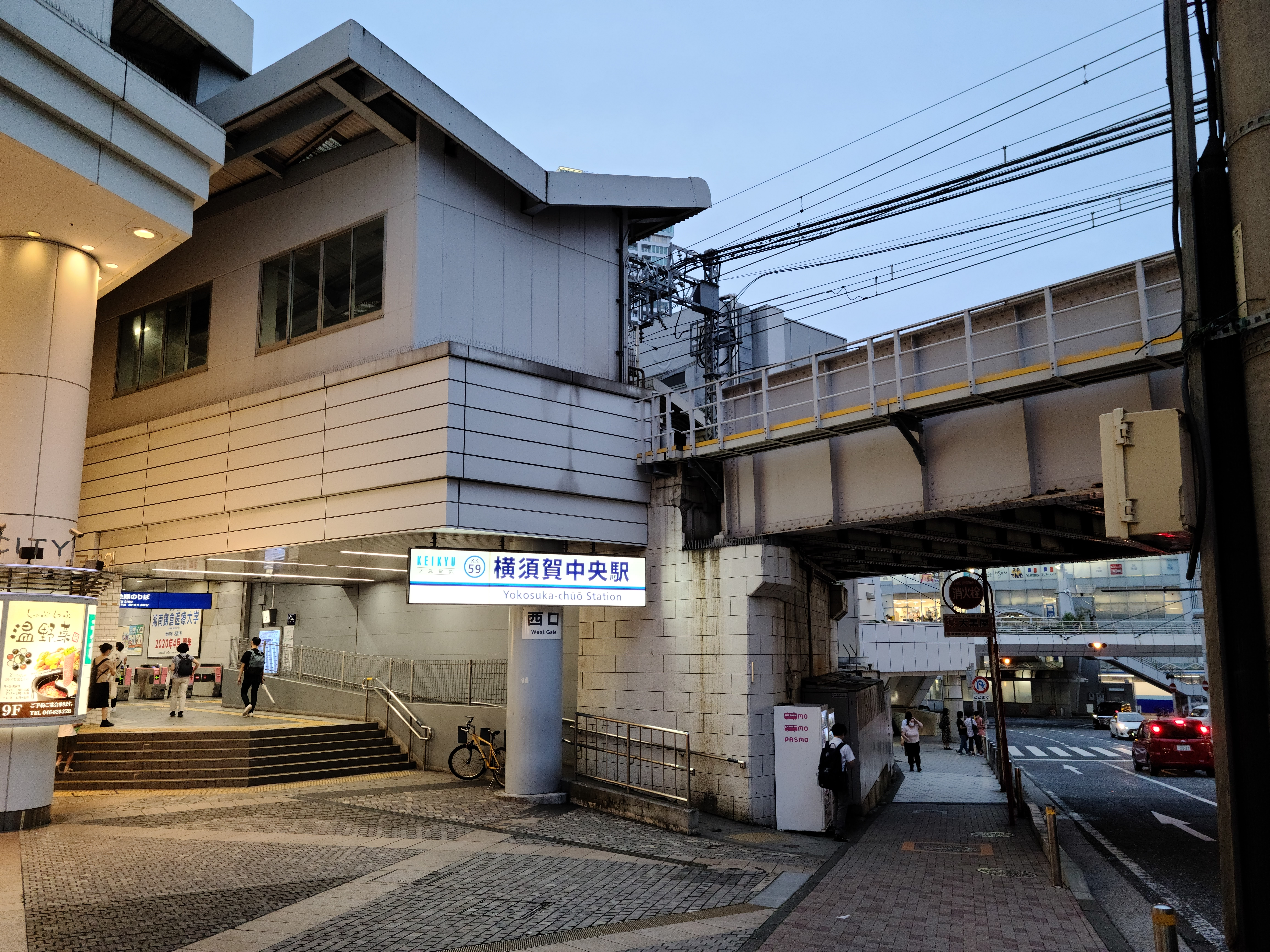
서구 (2020년 7월 23일)
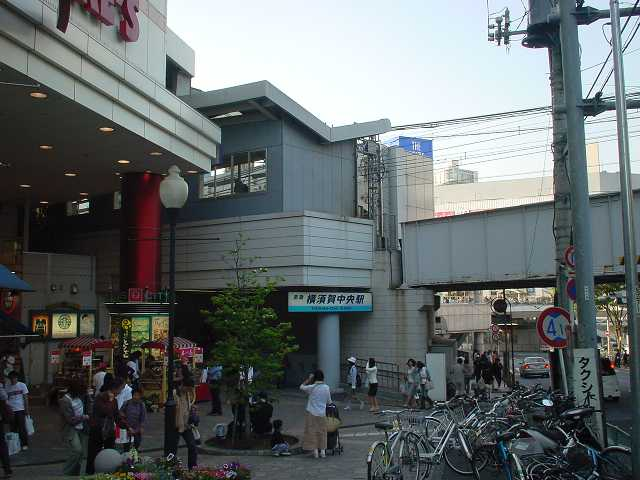
서구 (2005년)
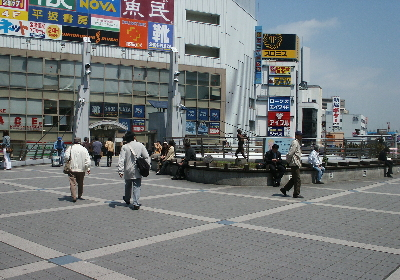
보행자 데크가 적용된 광장
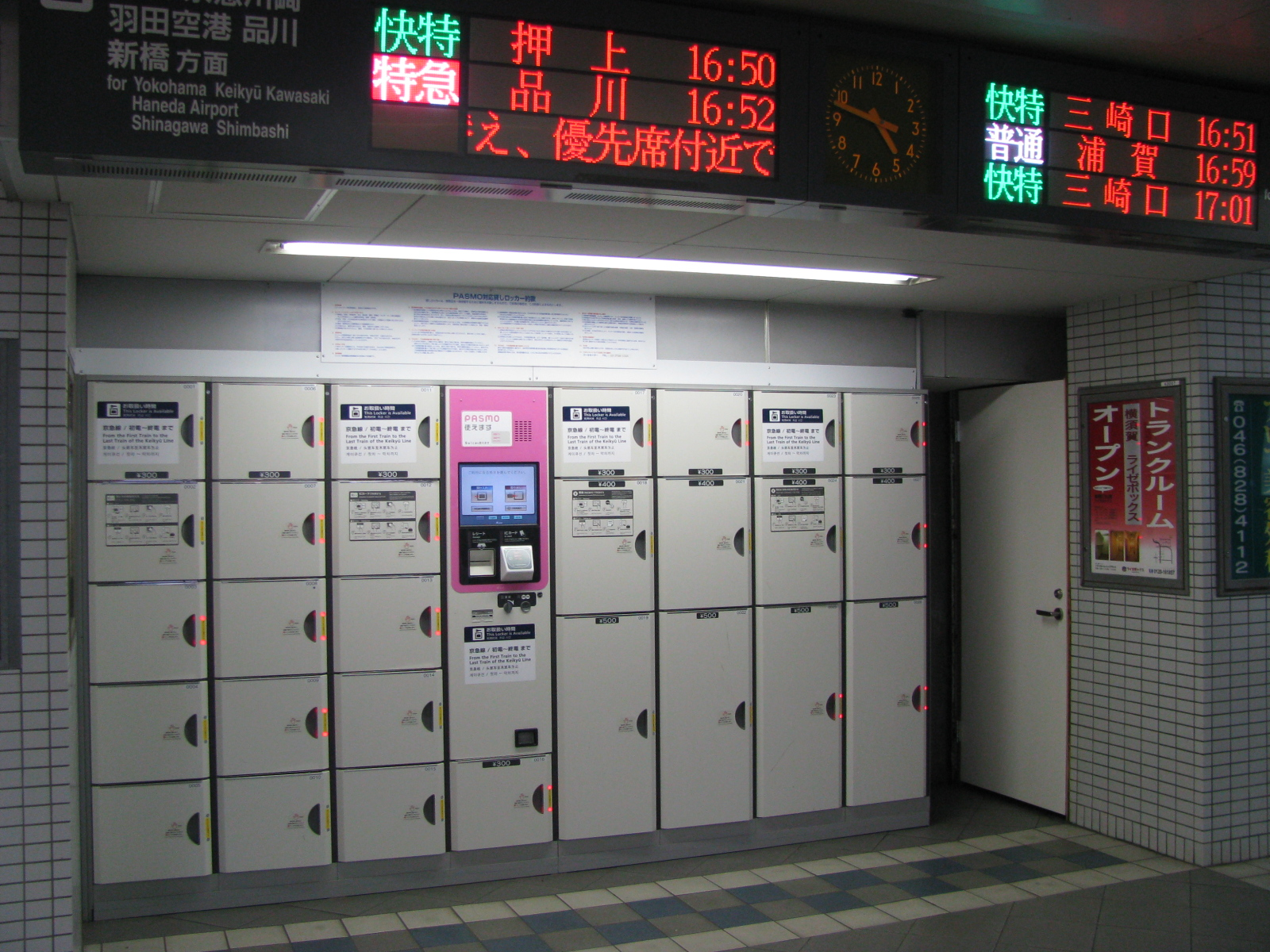
코인 락커
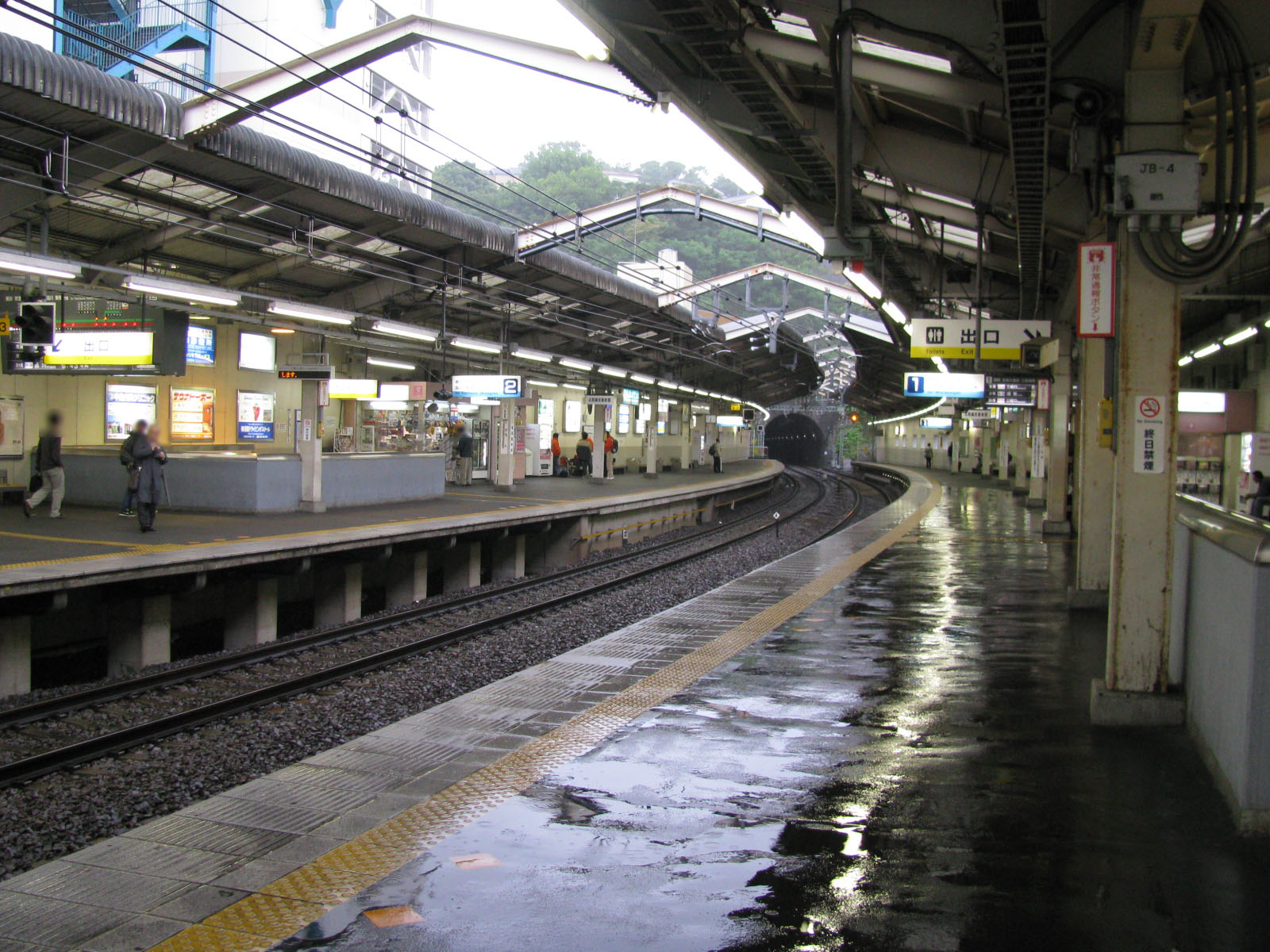
2008년 승강장

## 인접역
| 게이힌 급행 전철 본선             | 게이힌 급행 전철 본선                        | 게이힌 급행 전철 본선           |
| --------------------------------- | -------------------------------------------- | ------------------------------- |
| KK50 가나자와핫케이 시나가와 방면 | □ 에어포트 급행 · ■ 쾌특                     | 호리노우치 KK61 미사키구치 방면 |
| KK58 시오이리 시나가와 방면       | ■ 특급(가나자와분코 역 이북은 쾌특) · ■ 특급 | 호리노우치 KK61 미사키구치 방면 |
| KK58 시오이리 시나가와 방면       | ■ 보통                                       | 겐리쓰다이가쿠 KK60 우라가 방면 |